# Neoscaphus
Neoscaphus is een geslacht van kevers uit de familie van de loopkevers (Carabidae). De wetenschappelijke naam van het geslacht is voor het eerst geldig gepubliceerd in 1888 door Sloane.

## Soorten
Het geslacht Neoscaphus is monotypisch en omvat slechts de volgende soort:
- Neoscaphus simplex Sloane, 1888